# Любима неприятелка
„Любима неприятелка“ (на испански: Amada enemiga) е мексиканска теленовела, режисирана от Хосе Акоста Навас и Серхио Катаньо, и продуцирана от Карлос Сотомайор за Телевиса през 1997 г. Базирана е на радионовелата Cuando la rival es una hija, създадена от Инес Родена.
В главните роли са Сусана Досамантес, Доминика Палета и Енрике Ибаниес, а в отрицателните - Сесилия Габриела и Гилермо Мурай. Специално участие взема първата актриса Мария Рубио.

## Сюжет
Рехина и Сесилия се запознават с Ектор и Самуел в Лос Анджелис. Самуел веднага се чувства привлечен от Рехина, която също е привлечена от него, но се опитва да постави бариера между тях. За Сесилия е изгодна тази ситуация, защото може да изнудва Рехина.
Самуел се влюбва в Рехина, без да подозира, че е омъжена, но съдбата се намесва – Самуел разбира, че тя е съпруга на Естебан и майка на Джесика, на която е причинил голямо разочарование.
Сесилия, която винаги е завиждала на Рехина, с помощта на Маурисио, се намесва в отношенията между Самуел и Рехина, карайки ги да се срещат по-често, тъй като това може да предизвика смъртта на Естебан, а целта е – Маурисио да поеме управлението на бизнеса.
Рехина не иска да нарани съпруга си, затова решава да прекрати срещите си с Самуел. От друга страна, Джесика, за да не нарани баща си, отблъсква Маурисио, и уверява всички, че има връзка със Самуел, което наранява Рехина.
Животът на Рехина и Джесика се изпълва с конфликти. Само любовта, която е между майка и дъщеря, може да преодолее препятствията, които съдбата поставя на пътя, за да успеят да бъдат щастливи, а не врагове помежду си.

## Актьори
Част от актьорския състав:
- Сусана Досамантес – Рехина Проал де Кихано
- Сесилия Габриела – Сесилия Сандовал
- Доминика Палета – Джесика Кихано Проал
- Енрике Ибаниес – Самуел
- Гилермо Мурай – Естебан Кихано
- Уго Акоста – Ектор
- Едуардо Нориега – Аркадио Лубо
- Мария Рубио – Рейналда Проал
- Роберто Паласуелос – Маурисио Мартинес
- Марисио Аспе – Хорхе Прунеда
- Тео Тапия – Алехандро
- Исраел Хайтович – Франиско
- Ванеса Вийела – Сара
- Фабиан Роблес – Маркос Бенитес
- Сули Кет – Рита де Прунеда
- Марко Уриел – Емилиано
- Карлос Брачо – Абелардо

## Премиера
Премиерата на Любима неприятелка е на 18 август 1997 г. по Canal de las Estrellas. Последният 80. епизод е излъчен на 5 декември 1997 г.

## Versiones
- Първата версия, базирана на радионовелата Cuando la rival es una hija, създадена от Инес Родена, е теленовелата Mi rival от 1973 г., продуцирана и режисирана от Валентин Пимщейн за Телевиса, с участието на Саби Камалич, Лола Белтран и Енрике Алварес Феликс.